# Praia de Taquarinhas
Praia de Taquarinhas, em Balneário Camboriú.
Praia de Taquarinhas é uma praia localizada na cidade de Balneário Camboriú, no estado brasileiro de Santa Catarina.
A praia tem uma extensão de 600 metros e fica ao lado da Praia de Taquaras. Possui areias grossas, águas límpidas, tipo tombo e totalmente agreste, sendo propícia para prática de pesca de arremesso. Localiza-se a 7 km ao sul do centro da cidade.

## Características
Taquarinhas constitui-se em um dos últimos promontórios costeiros preservados no litoral catarinense. Mantém costa recortada com praia límpida e vegetação conservada, conjunto de elementos que expressa relevante biodiversidade de valor ecológico e beleza cênica de importância paisagística.
Esta área apresenta potencial a pesquisa científica, a educação ambiental, a recreação em contato com a natureza e ao turismo ecológico, objetivos que podem ser alcançados com a implantação de um Parque Natural Municipal, categoria de Unidade de Conservação de domínio público e uso coletivo. 